# Tomorrow Belongs to Me
"Tomorrow Belongs to Me" és una cançó del musical de Broadway Cabaret (1966) i de la pel·lícula homònima (1972) que és interpretada per un personatge nazi. Va ser escrita i composta per John Kander i Fred Ebb, dos músics jueus, com a part d'un musical clarament antifeixista. El caràcter nacionalista de la cançó serveix d'avís als personatges del musical de l'auge del nazisme. No obstant això, "Tomorrow Belongs to Me" ha estat adoptada per grups de dreta, neonazis i de la dreta alternativa com a himne.

## ACabaret
La cançó sona per primera vegada al final del primer acte de la producció. És cantada per un cambrer al musical i per un adolescent a la pel·lícula, amb una multitud que s'uneix a mesura que avança la cançó. Comença amb el to d'una cançó popular alemanya nostàlgica, però desenvolupa el caràcter d'una marxa militar intimidant a mesura que es desenvolupa la instrumentació i s'hi afegeix el cor. Al llargemtratge és possible veure l'uniforme de les Joventuts Hitlerianes que vesteix el jove intèrpret mentre canta i com fa la salutació feixista en acabar. El cambrer de la producció teatral duu un braçalet amb una esvàstica. Com a música diegètica, la interpretació de la cançó és observada i comentada pels altres personatges del musical.
A la pel·lícula, també és l'única cançó que té lloc fora del Kit Kat Club, la sala de festes de Berlín que és l'escenari principal. La cançó suposa la primera vegada que la narració s'allunya de l'hedonisme de la discoteca, i estableix l'auge del Partit Nazi com a fil conductor de la història. La intenció és sorprendre i preocupar el públic.
La música de la cançó té certa similitud amb amb una cançó alemanya del segle XIX anomenada "Lorelei", amb música de Friedrich Silcher i basada en un poema de Heinrich Heine. El to pastoral de les lletres també és una mica semblant, tanmateix el contingut de la lletra és completament diferent.
Gairebé immediatament després de les primeres representacions escèniques de Cabaret, es va fer evident que "Tomorrow Belongs to Me" podia generar malentesos. Van haver-hi diverses queixes d'assistents que van insistir que la cançó es podia interpretar com un veritable himne nazi. Altres persones van descontextualitzar la cançó i fins i tot un grup de joves jueus va demanar permís per fer-la servir a un espectacle del seu campament d'estiu.

## Adopció posterior per grups polítics
La Lliga Nacional Socialista, una organització neonazi nord-americana, va utilitzar l'eslògan "Tomorrow Belongs to You!" el 1974 als anuncis de reclutament, fent referència al popular musical. A finals de la dècada de 1970, "Tomorrow Belongs to Me" ja havia esdevingut en un himne no oficial de la Federació d'Estudiants Conservadors, una branca estudiantil del Partit Conservador Britànic. Quan l'espectacle de comèdia satírica Spitting Image va buscar una cançó de temàtica feixista per satirizar la victòria del Partit Conservador a les eleccions generals del Regne Unit de 1987, van utilitzar "Tomorrow Belongs to Me" amb un escenari similar al de la pel·lícula.
A Itàlia, la cançó va ser traduïda com "Il domani appartiene a noi" el 1977 per La compagnia dell'anello, una banda musical de dretes i aviat va ser adoptada com a himne no oficial per Fronte della gioventù, el moviment juvenil del partit polític Moviment Social Italià.
Dominic Lewis va compondre una versió de la cançó per a la segona temporada de l'adaptació televisiva de The Man in the High Castle, destinada a adaptar-se a l'atmosfera inquietant i distòpica de la sèrie.